# Marc López
Marc López (født 31. juli 1982) er en spansk tennisspiller. Han repræsenterede sit land under Sommer-OL 2012 i London, hvor han blev slået ud i første runde i double.
Han fik guld ved Sommer-OL 2016.